# Стил (округ, Северная Дакота)
Округ Стил (англ. Steele County) располагается в штате Северная Дакота, США. Официально образован в 1883 году. По состоянию на 2013 год, численность населения составляла 1960 человека.

## География
По данным Бюро переписи США, общая площадь округа равняется 1 851,852 км2, из которых 1 844,082 км2 — суша, и 3,000 км2, или 0,440 % — это водоёмы.

## Население
По данным переписи населения 2000 года в округе проживает 2258 жителей в составе 923 домашних хозяйств и 635 семей. Плотность населения составляет 1,00 человек на км2. На территории округа насчитывается 1231 жилых строений, при плотности застройки около 1,00-го строения на км2. Расовый состав населения: белые — 98,32 %, афроамериканцы — 0,04 %, коренные американцы (индейцы) — 0,62 %, азиаты — 0,04 %, гавайцы — 0,00 %, представители других рас — 0,22 %, представители двух или более рас — 0,75 %. Испаноязычные составляли 0,18 % населения независимо от расы.
В составе 29,70 % из общего числа домашних хозяйств проживают дети в возрасте до 18 лет, 62,30 % домашних хозяйств представляют собой супружеские пары, проживающие вместе, 4,40 % домашних хозяйств представляют собой одиноких женщин без супруга, 31,20 % домашних хозяйств не имеют отношения к семьям, 28,30 % домашних хозяйств состоят из одного человека, 13,10 % домашних хозяйств состоят из престарелых (65 лет и старше), проживающих в одиночестве. Средний размер домашнего хозяйства составляет 2,45 человека, и средний размер семьи 3,01 человека.
Возрастной состав округа: 27,60 % — моложе 18 лет, 4,70 % — от 18 до 24, 23,10 % — от 25 до 44, 25,00 % — от 45 до 64, и 25,00 % — от 65 и старше. Средний возраст жителя округа — 41 год. На каждые 100 женщин приходится 107,20 мужчин. На каждые 100 женщин старше 18 лет приходится 108,70 мужчин.
Средний доход на домохозяйство в округе составлял 35 757 USD, на семью — 43 914 USD. Среднестатистический заработок мужчины был 30 104 USD против 20 694 USD для женщины. Доход на душу населения составлял 17 601 USD. Около 5,00 % семей и 7,10 % общего населения находились ниже черты бедности, в том числе — 8,00 % молодежи (тех, кому ещё не исполнилось 18 лет) и 3,60 % тех, кому было уже больше 65 лет.